# 대한민국 민법 제100조
대한민국 민법 제100조는 주물, 종물에 대한 민법 총칙 조문이다. 2022년 12월 13일에 법률 제19069호로 일부개정되어 시행되었다.
상용에 공하다는 말은 일상적으로 쓰기에 편하게 하고자 한다는 뜻이며 종물은 딸린 물건으로 과수원의 창고 등이있다.

## 조문
제100조(주물, 종물) ① 물건의 소유자가 그 물건의 상용에 공하기 위하여 자기소유인 다른 물건을 이에 부속하게 한 때에는 그 부속물은 종물이다.
②종물은 주물의 처분에 따른다.

第100條(主物, 從物) ① 物件의 所有者가 그 物件의 常用에 供하기 爲하여 自己所有인 다른 物件을 이에 附屬하게 한 때에는 그 附屬物은 從物이다.
②從物은 主物의 處分에 따른다.

## 해설
- 건물의 이전등기가 있으면, 그 종물인 동산의 양도에 관하여는 따로 인도를 필요로 하지 않으며 이는 주물인 부동산에 저당권이 설정되는 경우에도 같다. 또한 분수 자체는 취득세 과세 대상이 아니지만, 연못에 설치돼 연못의 일부를 이뤄 연못의 효용과 기능을 다하기에 필요한 종물이이여서 처분청의 중과세 처분은 잘못이 없다고 본 사례가 있다.[2]
- 기름은 주물인 자동차의 상용에 이바지하는 물건으로서 종물로 볼 수 있어 폐차 차량에 있는 차에 있는 기름은 받을 수 없을 것으로 판단된다.[3]

## 판례
- 종물에 해당하기 위해서는 주물과 동일한 소유자에 속하는 독립한 물건으로 주물에 부속되어 주물의 상용에 이바지하여야 하며[4] 실제 담장이 주택의 종물이라고 본 하급심 판결도 있다[5].

- 수전설비는 이 사건 건물에 전기를 공급하기 위해 설치된 수전설비로서, 이 사건 건물에 인접해 설치돼 있는 점, 이 사건 건물에 전기를 공급하기 위한 수전설비로는 이 사건 설비가 유일한 것으로 보이는 점을 고려해 설령 피고의 주장과 같이 이 사건 설비가 이 사건 건물의 신축 이후 약 1년 지나 설치되었거나, 이 사건 경매절차에서 경매목적물 또는 감정평가의 대상에 포함되지 아니하였다고 하더라도, 원고가 이 사건 경매절차에서 이 사건건물을 매각 받아 그 소유권을 취득함으로써 이 사건 건물의 종물에 해당하는 이 사건설비에 관한 소유권도 함께 취득하였다고 보아야 한다[6].

## 참고 문헌
- 오현수, 일본민법, 진원사, 2014. ISBN 978-89-6346-345-2
- 오세경, 대법전, 법전출판사, 2014 ISBN 978-89-262-1027-7
- 이준현, LOGOS 민법 조문판례집, 미래가치, 2015. ISBN 979-1-155-02086-9

## 같이 보기
- 주물
- 종물